# Џејсон Сигел
Џејсон Џордан Сигел (енгл. Jason Jordan Segel; Лос Анђелес, 18. јануар 1980) је амерички телевизијски и филмски глумац, сценариста и музичар. Познат је по серији Како сам упознао вашу мајку где глуми Маршала Ериксена, као и по филмовима Волим те човече и Заборави Сару Маршал.
Сигел је такође глумио у филмовима Заломило се (2007), Грозан ја (2010), Мапетовци (2011), Секси снимак (2014) и Откриће (2017). Његова улога покојног писца Дејвида Фостера Воласа у филму Крај турнеје (2015) је биља хваљена од стране критичара, и за њу је био номинован за Награду Спирит за најбољег глумца у главној улози.

## Детињство и младост
Рођен је у Лос Анђелесу у Калифорнији у јеврејској породици. Као средњошколац је играо кошарку (висок је 193 цм) и са тимом је освојио државно првенство. Још као младић је глумио у позоришту.

## Каријера
Сигелова прва значајна улога била је "чудака" Ника Андополиса у култној Ен-Би-Си серији "Чудаци и штребери", 1999. године. Ова улога је била прва сарадња Сигела и Џада Апатова, који су даље сарађивали на многим филмовима.
Сигел је имао споредне улоге у серијама Место злочина и Undeclared. Сигел је глумио Маршала Ериксена у Си-Би-Ес серији Како сам упознао вашу мајку у периоду од 2009. године до 2014. године. Оригинално, Сигел је требао да напусти серију када је његов уговор истекао 2013. године, али су га креатори серије Крејг Томас и Картер Бејс успешно убедили да остане до завршетка девете (финалне) сезоне серије.
На великом платну, Џејсон Сигел је имао свој деби у филму Can't Hardly Wait 1998. године.
2010. године, Сигел је глумио Вектора, главног зликовца у Дримворкс анимираном филму Грозан ја.
Сигел је 2007. године предложио Дизнију да напише нови филм Мапетоваца. Дизни је у почетку имао своје сумње у Сигела, због његове улоге у филму Заборави Сару Маршал у коме се он појавио комплетно наг, али је на крају попустио и дозволио Сигелу да напише тај филм. Сигел је у каснијим интервјуима рекао да је желео да напише тај филм зато што је задњи филм Мапетоваца био Мапетовци у свемиру, 1999. године, и да нове генерације деце пропуштају ужитак гледања Мапетоваца, који је он имао када је био дете.
Касније, Сигел је одлучио да не глуми у филмском наставку Мапетоваца.
На јесен 2014. године, Сигел је објавио своју прву књигу за децу, Nightmares! (Кошмари!) коју је написао у сарадњи са Кирстен Милер. Наставак те књиге је изашао наредне године.
2015. године Сигел је глумио писца Дејвида Фостера Воласа у независном биографском драмском филму Крај Турнеје. Ова улога му је донела номинацију за награду Спирит за најбољег глумца у главној улози.
Две године касније, Сигел је објавио своју први роман за младе - Otherworld.
Сигел је креирао драмску телевизијску серију Dispatches from Elsewhere у којој је имао главну улогу и која је имала своју премијеру првог марта 2020. године, на телевизијској станици Ен-Би-Си.